# Clara Elisabeth von Platen
Pour les articles homonymes, voir Von Platen.
Clara Elisabeth, comtesse von Platen - Hallermund (14 janvier 1648 - 30 janvier 1700, Palais Monplaisir, dans ce qui est maintenant le Von-Alten-Garten à Hanovre) est une noble allemande, connue comme la maîtresse d'Ernest-Auguste (électeur de Hanovre, père de George Ier de Grande-Bretagne) et pour son implication dans l'affaire Königsmarck.

## Biographie
Elle est la fille aînée de Georg Philipp von Meysenbug-Zuschen et de son épouse Anna Elisabeth von Meysenbug. Le père de Clara Elisabeth essaie d'obtenir elle et sa sœur Catharina des postes à la cour de France à Versailles. Lorsque cette tentative échoue, il les place à la cour d'Ernest Auguste, où Clara Elisabeth est dame d'honneur à la duchesse Sophie et attire l'attention de l'électeur Ernest Auguste. Vers 1672, elle devient sa maîtresse. Exerçant une grande influence sur lui, elle lui donne deux enfants : Ernest-Auguste (1674-1726) et Sophie Dorothée (1675-1717). En dépit d'être la maîtresse du duc / électeur, Clara Elisabeth est mariée à Franz Ernst, baron de Platen, depuis 1689 comte de Platen-Hallermund, un courtisan et homme d'État qualifié qui est devenu extrêmement influent à la cour hanovrienne. Les deux enfants de sa femme ont été reconnus par lui comme ses enfants légitimes et ont grandi sous son nom. 
Peu de temps après, la sœur cadette de Clara Elisabeth, Catharina von Meysenbug, e devenu la maîtresse de George, fils aîné et héritier d'Ernest Auguste, jusqu'à son mariage en 1682.
Clara Elisabeth von Platen est considérée comme le cerveau derrière « l'affaire Königsmarck », l'histoire d'amour tragique de l'épouse du prince héréditaire de l'époque George Guillaume, la princesse Sophie-Dorothée de Brunswick-Lunebourg, avec le jeune officier Philippe-Christophe de Kœnigsmark, qui a conduit au meurtre de celui en 1694. Lorsque Philipp Christoph von Königsmarck entre au service de l'électeur en 1688, Clara Elisabeth von Platen est très séduite par le charme du comte, de 17 ans son cadet. On ne sait pas si elle a eu une relation sexuelle avec lui. En janvier 1694, elle tenta de marier sa fille Sophia Charlotte au comte, mais Königsmarck, qui avait eu une relation sexuelle avec Sophie Dorothea, la femme du prince héréditaire George depuis mars 1692, refusa. À cause de cette insulte du comte Königsmarck, Clara Elisabeth révéla à l'électeur Ernest-Auguste que sa que sa belle-fille était infidèle. Au cours de cette « affaire Königsmarck », le comte Königsmarck a disparu sans laisser de trace et Sophie-Dorothée a été emprisonnée au Schloss Ahlden pour le reste de sa vie.
Le fils de Clara Elisabeth du lit de l'électeur, Ernest-Auguste de Platen, succéda à son père officiel comme comte de Platen en 1709 et servit son demi-frère, l'électeur George Guillaume dans diverses hautes fonctions ; celui monta sur le trône britannique en 1715 sous le nom de George I, succédant à la reine Anne. 
La fille de Clara Elisabeth Sophie Dorothée de Platen, demi-sœur de George Ier, a épousé le baron Johann Adolph von Kielmansegg en 1701. Sa bonne relation avec le roi était également bonne pour la carrière de Kielmansegg, il devint chambellan, puis écuyer suprême à la cour britannique. Elle a spéculé avec succès avec la Compagnie des mers du Sud (South Sea Company) qui s'est terminée par le Krach de 1720, et a fait une fortune considérable. En 1721, elle reçut la pairie irlandaise de la comtesse de Leinster et un an plus tard la pairie britannique de la comtesse de Darlington.
Le petit-fils de Clara Elisabeth, fils de son fils Ernest-Auguste, le comte George Louis de Platen-Hallermund (1704-1772) devint lieutenant général sous son cousin George II et acquit des domaines dans le Schleswig-Holstein, qui appartiennent à ses descendants, les comtes de Platen-Hallermund, bâtards non officiels de la maison Welf, à ce jour.

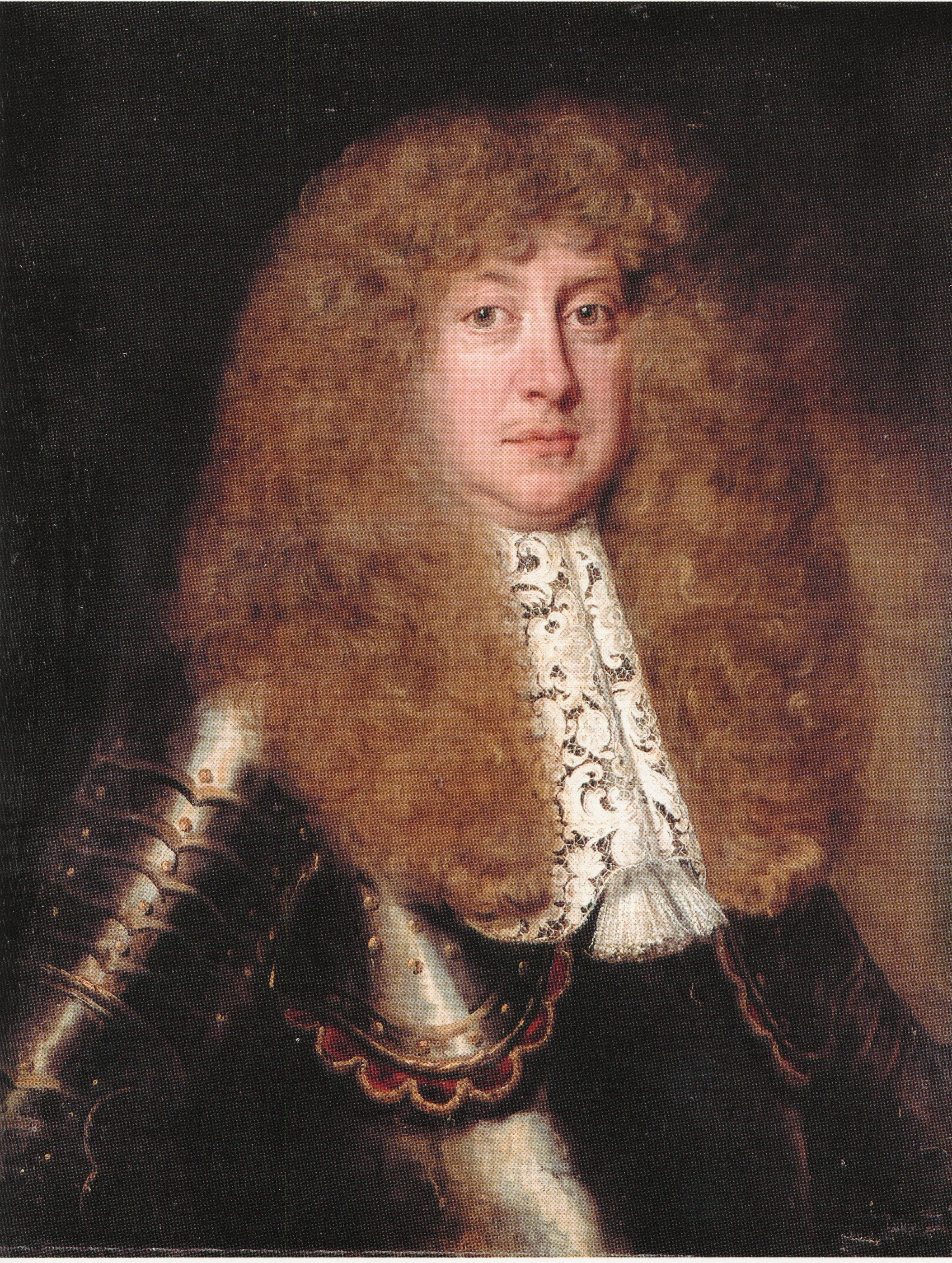
Ernest-Auguste, électeur de Hanovre (1629–1698), peinture de 1670 (amoureux).
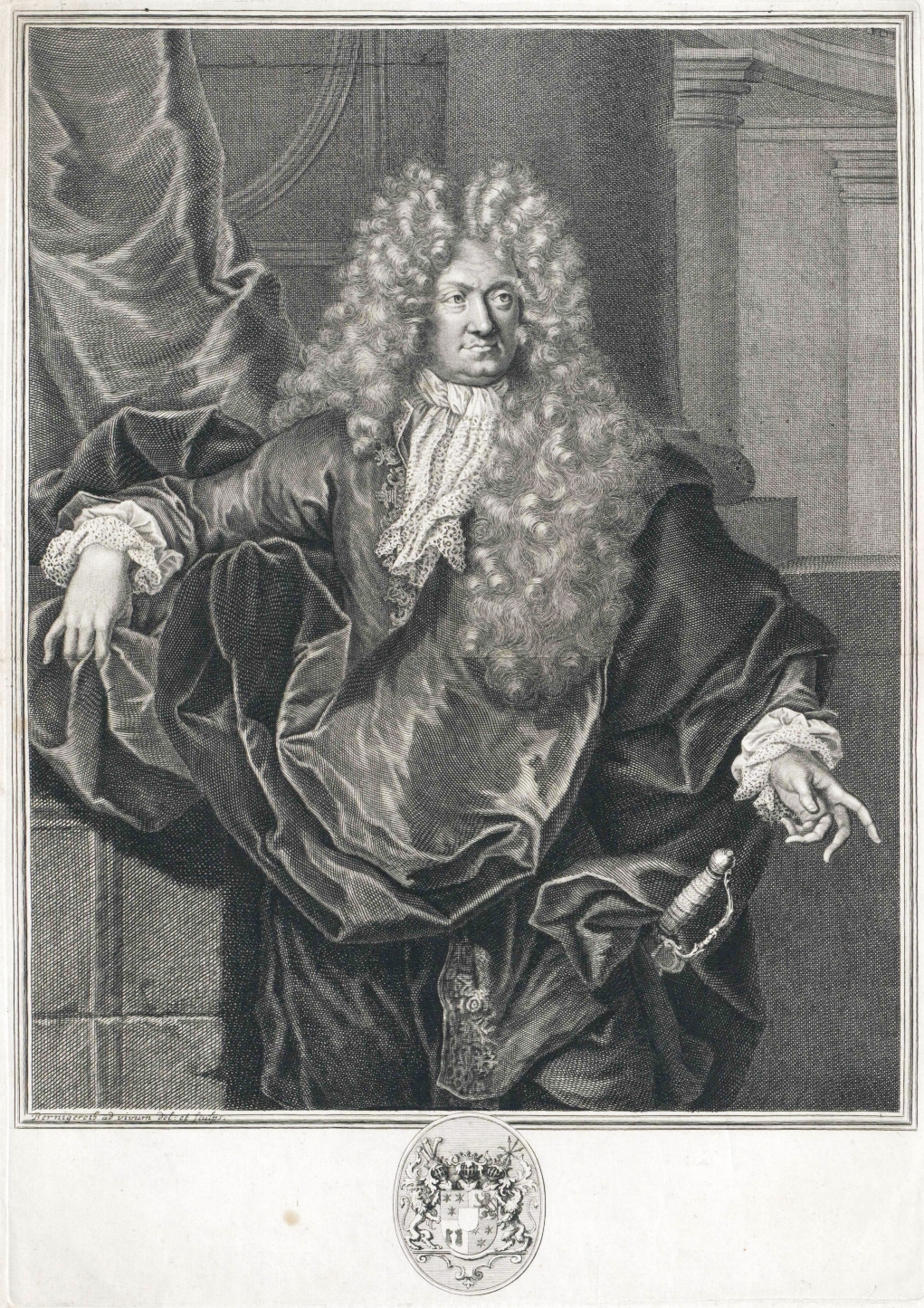
François Erneste, comte de Platen-Hallermund (1631–1709), premier ministre de Hanovre (mari).
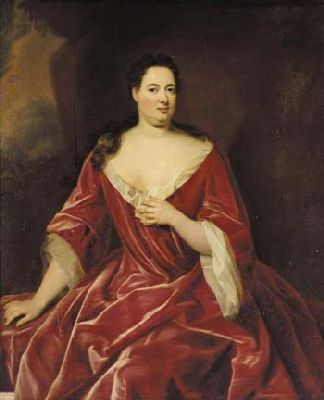
Sophie-Charlotte de Platen-Hallermund, baronne de Kielmansegg, comtesse de Darlington (1675–1725) (fille).